# Temporada de furacões no Pacífico de 2021
A temporada de furacões no Pacífico de 2021 foi um evento climático na temporada anual de ciclones tropicais no hemisfério norte. A temporada começou oficialmente em 15 de maio de 2021 no Oceano Pacífico Oriental e em 1° de junho de 2021 no Pacífico Central; ambos terminaram em 30 de novembro de 2021. Essas datas descrevem historicamente o período de cada ano em que a maioria dos ciclones tropicais se forma na bacia do Oceano Pacífico e são adotados por convenção. Porém, a formação de ciclones tropicais é possível em qualquer época do ano.

## Previsões sazonais
| Recorde                  | Recorde                  | Named tempestades    | Furacões | Furacões maiores | Ref   |
| ------------------------ | ------------------------ | -------------------- | -------- | ---------------- | ----- |
| Média (1991–2020):       | Média (1991–2020):       | 15                   | 8        | 4                | [ 1 ] |
| Atividade alta recorde:  | Atividade alta recorde:  | 1992: 27             | 2015: 16 | 2015: 11         | [ 2 ] |
| Atividade baixa recorde: | Atividade baixa recorde: | 2010: 8              | 2010: 3  | 2003: 0          | [ 2 ] |
| Data                     | Fonte                    | Tempestades nomeadas | Furacões | Furacões maiores | Ref   |
| 12 de maio de 2021       | SMN                      | 14–20                | 7–10     | 4–5              | [ 3 ] |
| 20 de maio de 2021       | NOAA                     | 12–18                | 5–10     | 2–5              | [ 4 ] |
|                          | Área                     | Tempestades nomeadas | Furacões | Furacões maiores | Ref   |
| Atividade atual:         | EPAC                     | 15                   | 6        | 2                |       |
| Atividade atual:         | CPAC                     | 0                    | 0        | 0                |       |
| Atividade atual:         | Atividade atual:         | 15                   | 6        | 2                |       |

As previsões incluem mudanças semanais e mensais em fatores importantes que ajudam a determinar o número de tempestades tropicais, furacões e grandes furacões em um determinado ano. De acordo com a Administração Nacional Oceânica e Atmosférica (NOAA), a temporada média de furacões no Pacífico Central e Oriental entre 1991 e 2020 continha aproximadamente 15 tempestades tropicais, 8 furacões e 4 furacões maiores. A NOAA geralmente classifica uma temporada acima da média, na média ou abaixo da média, com base no índice cumulativo ECA mas, ocasionalmente, o número de tempestades tropicais, furacões e furacões maiores dentro de uma temporada de furacões também é considerado. Os fatores que eles esperavam reduzir a atividade foram temperaturas da superfície do mar próximas ou abaixo da média em todo o Pacífico oriental e a oscilação El Niño - Sul permanecendo na fase neutra, com a possibilidade de uma La Niña se desenvolver.
Em 12 de maio de 2021, o Servicio Meteorológico Nacional emitiu a sua previsão para a temporada, prevendo um total de 14-20 tempestades nomeadas, 7-10 furacões, e 4-5 grandes furacões para se desenvolver. Em 20 de maio de 2021, A National Oceanic and Atmospheric Administration (NOAA) emitiu as suas perspetivas, apelando para uma temporada abaixo do normal com 12-18 tempestades nomeadas, 5-10 furacões, 2-5 grandes furacões, e um índice acumulado de energia de ciclone de 65% a 120% da mediana. Os fatores que eles esperavam reduzir a atividade foram temperaturas da superfície do mar próximas ou abaixo da média em todo o Pacífico oriental e a oscilação El Niño - Sul permanecendo na fase neutra, com a possibilidade de uma La Niña se desenvolver.
Em 12 de Maio de 2021, o Servicio Meteorológico Nacional emitiu a sua previsão para a temporada, prevendo um total de 14-20 tempestades nomeadas, 7-10 furacões, e 4-5 grandes furacões para se desenvolver. Em 20 de Maio de 2021, A National Oceanic and Atmospheric Administration (NOAA) emitiu as suas perspetivas, apelando para uma temporada abaixo do normal com 12-18 tempestades nomeadas, 5-10 furacões, 2-5 grandes furacões, e um índice acumulado de energia de ciclone de 65% a 120% da mediana.

## Resumo sazonal

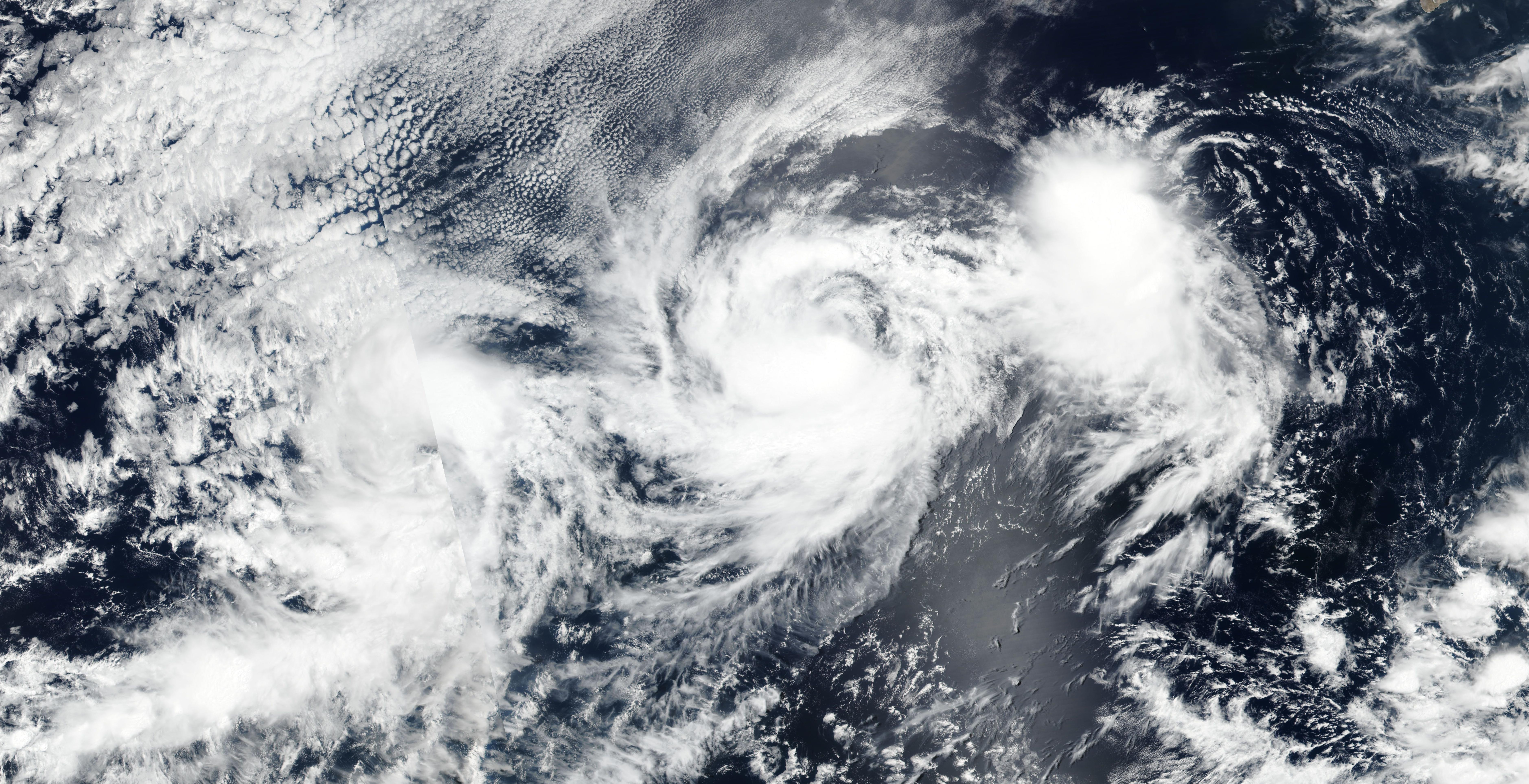
Três ciclones tropicais presentes em 2 de agosto em simultâneo no Pacífico Oriental. Da direita para a esquerda; Ignacio, Hilda, e um distúrbio que eventualmente tornou-se Jimena

O Índice de energia ciclôncia acumulada (ECA) para a temporada de furacões no Pacífico de 2021, às 15:00 UTC de 20 de Julho, é de 41.3625 unidades no Pacífico Leste e 0 unidades no Pacífico Central. O total de ECA na bacia é de 41.362 unidades. Em termos gerais, ECA é uma medida do poder de uma tempestade tropical ou subtropical multiplicada pelo tempo de existência. É calculado apenas para alertas completos em sistemas tropicais e subtropicais específicos que atingem ou excedem velocidades de vento de 63 km/h.
Embora a temporada de furacões no Pacífico oriental não comece oficialmente até 15 de Maio, e em 1 de junho no Pacífico central, a atividade começou cedo, com a tempestade Tropical Andres se formando em 9 de maio. No entanto, foi de curta duração, dissipando-se depois de encontrar condições desfavoráveis após dois dias. Após um período de inatividade, Blanca formou-se, marcando apenas a sexta vez desde 1949 que duas tempestades tropicais se desenvolveram no mês de maio, sendo os outros anos 1956, 1984, 2007, 2012 e 2013. Uma semana depois de Blanca se dissipar, Carlos formou-se, permanecendo em águas abertas e nunca impactando Terra. Dolores formou-se pouco depois e atingiu o pico como uma forte tempestade tropical antes de fazer desembarque no México, causando danos moderados em todos os estados de Colima e Michoacán, com três pessoas mortas. Após Dolores foi Enrique, que se formou em uma área semelhante, mas mais tarde intensificou-se em um furacão de categoria 1, causando impactos semelhantes e matando duas pessoas. Após um período de inactividade na bacia, Felicia formou-se em 14 de julho. Ele rapidamente se intensificou para o primeiro grande furacão da temporada dois dias depois, atingindo um pico de categoria 4. No entanto, nunca teve impacto em terra. Ao lado de Felicia estava Guillermo, que alcançou o status de tempestade tropical e tomou um caminho ligeiramente semelhante ao da Felicia, mas não se fortaleceu ainda mais. Por volta do final de julho, o Furacão Hilda atingiu o pico como um furacão de categoria 1 enquanto permanecia bem ao largo no mar. Poucos dias depois, a tempestade Tropical Ignacio formou-se a leste de Hilda, mas seu pico foi de curta duração devido a condições desfavoráveis. Junto com Ignacio, formou-se uma depressão tropical que rapidamente se dissipou, mas mais tarde se regenerou e se tornou a tempestade Tropical Jimena. Em 7 de agosto, uma depressão tropical formou-se que mais tarde se tornou a tempestade Tropical Kevin. Em 10 de agosto, outra depressão formou-se sobre a mesma região, que mais tarde se tornou a tempestade Tropical Linda. Linda mais tarde se intensificaria rapidamente para um grande furacão, tornando-se o quarto furacão e o segundo maior furacão da temporada. Uma perturbação formou-se no Pacífico Central, que mais tarde entrou no Pacífico Oeste e se tornou a tempestade Tropical severa Omais. No final do mês, os remanescentes do furacão Grace no Atlântico Norte entraram na bacia e se reformaram para a tempestade Tropical Marty. No entanto, permaneceu como uma tempestade tropical de curta duração e dissipou-se em 24 de agosto. No dia seguinte, outra área de baixa pressão formou-se sobre o Golfo de Tehuantepec, que mais tarde se intensificou para a tempestade Tropical Nora. Intensificou-se ainda mais para um forte furacão de categoria 1 em agosto 27. Apesar das constantes previsões do ciclone permanecer no mar, Nora inesperadamente fez uma passagem sobre o estado mexicano de Jalisco]. Ele contornou as costas de Nayarit e Sinaloa como uma tempestade tropical enfraquecendo-se e rapidamente dissipou-se em agosto 30. No início de setembro, a tempestade Tropical Olaf formou-se. Ele atingiu o pico como um furacão de categoria 2 de baixa categoria e atingiu a Península da Baixa Califórnia em 9 de setembro e rapidamente enfraqueceu-se a partir daí.

## Sistemas

### Tempestade tropical Andres
Em 7 de maio, um sistema de baixa pressão se formou várias centenas de quilômetros a sudoeste da costa sul do México havia previsões de que ele se moveria para condições mais favoráveis no fim de semana. Em 8 de maio, as tempestades do distúrbio começaram a se organizar rapidamente e o sistema foi designado como Depressão Tropical Um-E às 09:00 UTC do dia seguinte. Nessa época, o centro do sistema tornou-se bem definido e localizado a leste de uma massa de convecção bem organizada, apesar do impacto negativo do cisalhamento moderado do vento oeste-sudoeste no sistema. De acordo com o dados de satélite e estimativas, a depressão se intensificou na tempestade tropical Andres seis horas depois, tornando-se a tempestade nomeada mais precoce no nordeste do Pacífico (leste de 140°W) já registrada na era dos satélites, quebrando o recorde anterior, o da tempestade tropical Adrian em 2017. No entanto, Andres não tinha nenhuma característica de banda e a sua aparência se tornou mais irregular nas imagens de satélite à medida que se movia para uma área com condições cada vez mais hostis. Logo depois, o cisalhamento do vento causou o alongamento da circulação da tempestade e o aquecimento do topo das nuvens. Andres enfraqueceu para uma depressão tropical às 21:00 UTC de 10 de maio, pois seu centro ficou sem atividade convectiva e as tempestades restantes foram deslocadas bem a leste do centro de circulação da tempestade. Andres posteriormente degenerou em uma baixa remanescente às 15:00 UTC do dia 11 de maio.
A circulação externa de Andres produziu fortes chuvas no sudoeste do México, mas a umidade provocada pelo fenômeno provocou chuvas até o leste do país, atingindo até o estado do México e sua capital Toluca. Veículos ficaram presos nas enchentes, algumas pequenas árvores foram derrubadas e cerca de 50 casas foram danificadas por uma enchente. 30 carros também ficaram presos em um estacionamento inundado de uma igreja em Metepec.

### Tempestade tropical Blanca
Em 24 de maio, o Centro Nacional de furacões (NHC) notou uma área de baixa pressão em desenvolvimento ao sul da Costa do México para uma possível ciclogênese tropical. Quatro dias depois, uma área de baixa pressão finalmente formou-se a várias centenas de quilômetros ao sul do país. A baixa estava inicialmente embutida num grande cavado de monções e estava interagindo com outro sistema a leste. No entanto, à medida que ele gradualmente se movia para oeste-noroeste, o sistema se tornou mais organizado e melhor definido, e às 21:00 UTC de 30 de maio, foi classificado como Depressão Tropical Dois-E. A depressão continuou a se tornar gradualmente mais simétrica, apesar de suas circulações de baixo e médio nível deslocadas. No dia seguinte, Dois-E fortaleceu-se para uma tempestade tropical e recebeu o nome de Blanca. Era um ciclone relativamente compacto, mas Blanca rapidamente ganhou força durante todo o dia de 31 de maio, atingindo o seu pico de intensidade às 09:00 UTC de 1 de junho, com ventos de 95 km/h e uma pressão de 998 mb (29.47 inHg). Pouco tempo depois, o cisalhamento vertical do vento enfraqueceu Blanca à medida que mais tarde a sua circulação de baixo nível ficou parcialmente exposta em imagens de satélite. Blanca continuou a enfraquecer em 2 de junho, devido ao cisalhamento do vento e ao aprisionamento de ar seco e estável em sua circulação. Blanca enfraqueceu-se ainda mais para uma depressão tropical mais tarde naquele dia. Blanca degenerou num ciclone pós-tropical no início de 4 de junho, à medida que a atividade da tempestade se dissipava completamente.

### Tempestade tropical Carlos
Em 2 de junho, o NHC notou o possível desenvolvimento nos próximos cinco dias de uma área de baixa pressão localizada várias milhas ao largo da costa sudoeste do México. Um dia depois, a área de baixa pressão formou-se e estava localizada em condições favoráveis. Em 6 de junho, o NHC classificou as chances da área de baixa pressão de se tornar um ciclone tropical para 90%, mas o sistema não tinha uma circulação de baixo nível bem definida. No entanto, em 8 de junho, a ciclogênese já não era esperada como resultado de uma atividade limitada de tempestade devido ao ar seco e ao cisalhamento forte do vento. Em 10 de Junho, a área de baixa pressão começou a produzir mais atividade de tempestade e foi mais uma vez monitorada para a possível ciclogênese, já que atravessava condições ambientais favoráveis. Às 21:00 UTC de 12 de junho, o sistema havia atingido uma circulação compacta de baixo nível com áreas de convecção mais desenvolvidas, o que levou o NHC a designar a Depressão Tropical Três-E. Seis horas depois, Três-E fortaleceu-se para uma Tempestade Tropical e recebeu o nome de Carlos após imagens de satélite indicarem uma organização melhorada e uma faixa convectiva no sistema. Carlos fortaleceu-se gradualmente ao longo de 13 de junho, e atingiu o pico de intensidade por volta das 15:00 UTC com ventos de 80 km/h e uma pressão mínima de 1000 milibares. No entanto, no início de 14 de junho, a organização de Carlos começou a degradar-se devido ao ar muito seco na sua proximidade e aumento do cisalhamento do vento. Carlos enfraqueceu-se para uma depressão tropical às 21:00 UTC daquele dia, quando a maioria de suas áreas de convecção se dissiparam. Carlos estava quase desprovido de convecção além de uma pequena explosão de convecção no dia seguinte. Em 16 de junho, Carlos degenerou em uma área de baixa pressão remanescente à medida que todas as áreas de convecção se dissipavam devido ao ar seco.

### Tempestade tropical Dolores
Em 15 de junho, o Centro Nacional de Furacões dos Estados Unidos (NHC) observou o desenvolvimento potencial de uma área de baixa pressão ao largo da costa do sudoeste do México. No dia seguinte, uma ampla área de baixa pressão desenvolveu-se conforme previsto, e começou a produzir uma ampla área de aguaceiros desorganizados e tempestades. O distúrbio se organizou pouco até o início de 18 de junho, quando a convecção em torno do centro da tempestade se tornou mais bem organizada. Simultaneamente, a circulação de superfície fechada se desenvolveu, sinalizando o desenvolvimento de uma depressão tropical às 09:00 UTC daquele dia. A expansão da convecção profunda sobre o centro da depressão, bem como o aumento das classificações de Dvorak, resultou em sua atualização para uma tempestade tropical às 15:00 UTC, após o que foi nomeada de Dolores.
Dolores atingiu o continente logo após atingir o pico de intensidade perto da fronteira dos estados mexicanos de Colima e Michoacán, ligeiramente a noroeste da cidade de Punta San Telmo, neste último estado. Dolores enfraqueceu rapidamente no oeste do México, devido ao terreno montanhoso da área. O ciclone foi rebaixado para uma depressão tropical às 03:00 UTC em 20 de junho. Pouco depois, a circulação de superfície de Dolores se dissipou no sudoeste de Zacatecas. No entanto, sua circulação remanescente de nível médio e sua umidade associada e atividade de chuva continuaram para o norte sobre o México antes de se dissiparem no final do dia.

### Furacão Enrique
Em 20 de junho, a NHC observou uma possível formação de uma área de baixa pressão perto do Sul da Guatemala e do Golfo de Tehuantepec. Em 22 de junho, uma onda formou-se sobre a América Central com as imagens de satélite a mostrarem chuvas desorganizadas e trovoadas. Com condições ambientais condutivas, o sistema gradualmente se organizou e em 25 de junho às 09:00 UTC, O NHC avaliou o sistema como uma tempestade tropical, atribuindo o nome de Enrique. Imagens de satélite também revelaram que a tempestade tinha desenvolvido uma circulação de baixo nível, com um scatterômetro a passar sobre a tempestade também mostrando que ela estava produzindo ventos de força de tempestade tropical a sudeste do centro. A estrutura da tempestade tinha melhorado seis horas mais tarde, com características proeminentes de bandagem para sul e leste. Mais tarde, uma grande intensificação de convecção desenvolveu-se durante a tempestade. Enrique continuou a intensificar-se ao longo do dia, com o NHC avaliando o sistema para ter se fortalecido em um furacão de categoria 1 às 09:00 UTC de 26 de junho. Após o que o sistema possuía um centro denso nublado bem definido e ao lado da área persistente de nuvens frias. Uma área de cobertura com topos de nuvens sinalizou que a parede do olho estava a desenvolver-se. No entanto, a sua estrutura degradou-se pouco depois devido ao ar seco. A estrutura de Enrique melhorou mais tarde, embora o ar seco ainda estava sendo preso em seu lado norte. Em 28 De Junho, às 15: 00 UTC, a estrutura convectiva de Enrique havia sido errodida com o núcleo interno se tornando cada vez mais irregular e, assim, o furacão começou a enfraquecer por causa do ar seco. No mesmo dia, às 21:00 UTC, o NHC desclassificou Enrique para uma tempestade tropical de alto nível, pois a estrutura continuava a deteriorar-se e tinha um centro parcialmente exposto. Em 30 de junho, às 12:00 UTC, O NHC desclassificou Enrique para uma depressão tropical à medida que suas tempestades se encolhiam para uma pequena área de convecção profunda. Às 21: 00 UTC desse dia, Enrique degenerou em uma baixa remanescente no Golfo da Califórnia como todas as suas áreas de convecção tinham se dissipado.
Duas pessoas morreram de correntes de retorno em Pie De La Cuesta, Guerrero. Pelo menos 207 casas foram danificadas por deslizamentos de terra e ventos causados por Enrique em Guerrero. Chuvas fortes atingiram as áreas de Manzanillo, Colima, enquanto ventos causaram pequenos danos nas casas. Em Lázaro Cárdenas, Michoacán, as áreas foram inundadas por mais de 50 cm de água. 115,904 clientes perderam energia em Jalisco, embora 96% das casas retornassem com energia algumas horas depois. Enrique deixou danos em partes de Nayarit, com árvores sendo arrancadas e caindo em casas e linhas de energia sendo derrubado, levando a uma queda de energia em toda a cidade em Tepic.

### Furacão Felicia
Uma onda tropical foi notada pelo NHC várias centenas de quilômetros a sudoeste de Acapulco, em 11 de julho, produzindo aguaceiros desorganizados e trovoadas. o sistema organizou-se gradualmente até 13 de julho, quando começou a produzir pequenas mas concentradas áreas de convecção profunda. A perturbação adquiriu uma circulação de baixo nível bem definida, o NHC classificou o sistema como uma depressão tropical às 09:00 UTC de 14 de julho e uma tempestade tropical a menos de cinco horas depois. Após um aumento das características de bandagem e o desenvolvimento do olho de ciclone nos níveis médios da atmosfera, Felicia intensificou-se constantemente. Felicia obteve o estatuto de furacão de categoria 1 em 15 de julho às 09:00 UTC, uma vez que manteve um pequeno centro circular denso e nublado e o seu olho ficou mais bem definido. Doze horas depois, Felicia intensificou-se ainda mais para um furacão de categoria 2 quando um olho se tornou visível em imagens infravermelhas. Às 09:00 UTC de 16 de julho, Felicia se intensificou para um furacão de categoria 3, tornando-se o primeiro grande furacão da temporada. Às 18:00 UTC desse dia, Felicia fortaleceu-se para um furacão de categoria 4 com um olho largo distinto de 10 nmi (12 mi; 19 km) e uma nublada central e densa. Em 17 de julho, às 15:00 UTC, Felicia atingiu o seu pico de intensidade de 125 kn (145 mph).; 230 km/h) e uma pressão barométrica mínima de 947 mbar (27,96 inHg). Em 18 de julho, Felicia, o olho da tempestade tornou-se mais nebuloso quando a tempestade começou a encontrar temperaturas mais frias da água e cisalhamento do vento mais elevado, o que resultou em enfraquecimento à medida que seguia para oeste. No início da manhã seguinte, Felicia perdeu a intensidade de um grande furacão. O olho de Felicia rapidamente se encheu e às 15:00 UTC de 19 de julho, Felicia havia se enfraquecido para um furacão de categoria 1. Às 21:00 UTC, Felicia enfraqueceu-se ainda mais para uma tempestade tropical, como as imagens de satélite mostram, tem uma pequena quantidade de convecção profunda. Felicia continuou a enfraquecer, pois perdeu seu centro de convecção profunda às 09:00 UTC, mas fortaleceu-se um pouco, pois conseguiu redesenhar uma pequena área de convecção profunda, ao norte do centro de baixo nível estimado. O NHC emitiu o último aviso às 21:00 UTC, enquant Felicia se tornava uma depressão tropical e entrava no Pacífico Central, depois que a tempestade perdeu a maioria da conveção perto do centro de baixo nível. O centro de furacões do Pacífico Central (CPHC) começou a seguir Felicia e mais tarde emitiu o seu primeiro e último boletim às 03:00 UTC do dia seguinte, afirmando que ele se tornou um ciclone pós-tropical, como a sua convecção profunda remanescente dissipou-se.

### Tempestade tropical Guillermo
Em 14 de julho, às 18:00 UTC, uma área de aguaceiros desorganizados e trovoadas formou-se a sudeste da costa sul do México, em associação com uma onda tropical Oriental. Esta onda gerou uma ampla área de baixa pressão no dia seguinte. Após um aumento na organização, a área de baixa pressão atingiu uma convecção profunda organizada e um campo de vento interior definido, o que levou o NHC a atualizá-la para uma depressão tropical na tarde de 17 de julho. Doze horas após a sua designação, a depressão intensificou - se para uma tempestade tropical, após um aumento nas características de banding. No entanto, Guillermo lutou para se organizar como seu padrão de convecção tem erodido significativamente devido ao cisalhamento vertical do vento noroeste e a presença de ar fresco seco, causando um ligeiro enfraquecimento, com seu centro de circulação de baixo nível sendo deslocado cerca de 90 nmi (105 mi; 165 km) do centro de convecção profunda. Guillermo foi rebaixado para uma depressão tropical às 21:00 UTC, quando se tornou uma pequena área de convecção sem forma. Isto foi causado por causa da temperatura mais fria da superfície do mar e cisalhamento do vento oeste-noroeste. Em 20 de julho de 21:00 UTC, O Centro Nacional de furacões rebaixou Guillermo para um ciclone pós-tropical, uma vez que todas as áreas de convecção se dissiparam.

### Furacão Hilda
Em 24 de julho, uma perturbação formou-se perto do Sul do Golfo de Tehuantepec, que se movia paralelamente ao largo do Sul do México. À medida que se afastava da Costa do México, a perturbação gradualmente se organizou, e em 28 de julho, formou-se uma área de baixa pressão, como imagens de satélite a mostrarem que a atividade associada da precipitação estava mostrando sinais de organização. A área de baixa pressão ainda mais organizada, com um par de passagens de ASCAT mostrando que a área de baixa pressão havia se fortalecido significativamente e estava produzindo ventos com força de tempestade tropical, com a circulação bem definida nas imagens de satélite. Em 30 de julho, tornou-se uma tempestade tropical, que o NHC a nomeou Hilda. Hilda intensificou-se para uma tempestade tropical de alto nível um dia depois, com o desenvolvimento de um centro denso nublado. Mais tarde, Hilda intensificou-se ainda mais para um furacão como um olho de curta duração que apareceu em seu centro denso nublado. Hilda teve uma aparência semelhante no dia seguinte, com o seu centro localizado a norte do seu nublado denso central. Hilda desenvolveu um olho de Nível Médio Fechado no dia seguinte, embora os centros de nível baixo e médio não foram empilhados devido ao cisalhamento do vento. No entanto, tornou-se menos organizado mais tarde naquele dia, com um olho menos distinto e uma parede do olho incompleta. No dia seguinte, Hilda foi rebaixada para uma tempestade tropical de alto nível, uma vez que a parede do olho já não estava bem definida, enquanto a convecção continuava a pulsar no semicírculo Sul. A convecção profunda continuou a diminuir devido ao cisalhamento, águas mais frias e ar mais estável. Em breve, Hilda não estava produzindo nenhuma convecção profunda, embora houvesse ventos de 45 kn (83 km/h) dentro do ciclone. No dia seguinte, Hilda continuou a enfraquecer devido ao cisalhamento do vento e águas mais frias. Em 5 de agosto, Hilda enfraqueceu-se para uma depressão tropical após um rápido enfraquecimento das áreas de convecção perto do centro. No entanto, a convecção voltou a pulsar mais tarde. Em 6 de agosto, às 03:00 UTC, Hilda tornou-se um ciclone pós-tropical, uma vez que ficou desprovido de convecção profunda devido às temperaturas abaixo de 23 °C na superfície do mar.

### Tempestade tropical Jimena
Em 26 de julho, o NHC notou uma perturbação localizada a cerca de 1,100 km (700 mi) a sudoeste da ponta sul da Baixa Califórnia. O sistema moveu-se paralelamente a outra perturbação que mais tarde se tornou o Furacão Hilda. Às 21:00 UTC de 30 de julho, a perturbação atingiu um centro de circulação bem definido com suficiente convecção organizada e foi classificada como uma depressão tropical, com a designação Nove-E. Inicialmente, a previsão era de que a depressão se tornaria uma tempestade tropical, mas não conseguiu fazê-lo devido ao cisalhamento do ar seco e do vento causado pelo furacão Hilda. No início de 1 de agosto, o sistema degenerou em uma baixa remanescente. Apesar de Nove-E ser uma baixa tropical, o NHC ainda monitorou o sistema para maior desenvolvimento. Em 4 de agosto, ele se intensificou novamente para uma depressão tropical, mantendo duas bandas de chuva em uma circulação ligeiramente alongada. No dia seguinte, às 09:00 UTC, a depressão se intensificou para uma tempestade tropical, com o NHC nomeando-a de Jimena, já que a convecção profunda da tempestade havia aumentado perto do centro de baixo nível e baseado em imagens de satélite. A tempestade estava produzindo ventos de força de tempestade tropical. A convecção diminuiu mais tarde em 6 de agosto, quando se moveu sobre temperaturas mais frias da superfície do mar e encontrando alto cisalhamento de vento e ar seco. No entanto, apesar de tudo isso, Jimena conseguiu a sua intensidade, pois continuou a produzir ventos de força de tempestade tropical, com base em dados da ASCAT. Uma massa convectiva profunda também continuou a persistir sobre o centro de Jimena. Às 21:00 UTC, O NHC emitiu seu último aviso, desclassificando o sistema para uma depressão tropical quando entrou na área de responsabilidade do CPHC. Sua convecção profunda enfraqueceu significativamente à medida que se movia sobre as temperaturas frias da superfície do mar causando o enfraquecimento de Jimena. O CPHC emitiu seu único boletim para Jimena às 03:00 UTC do dia seguinte, afirmando que Jimena havia se tornado um ciclone pós-tropical à medida que sua convecção profunda havia desmoronado completamente.

### Tempestade tropical Kevin
Em 5 de agosto, um distúrbio formou-se a algumas centenas de quilômetros ao sul da costa sudoeste do México. A perturbação começou a gradualmente mostrar sinais de organização em 6 de agosto, e no dia seguinte às 03:00 UTC, estava uma perturbação bem-definida e organizada e tinha intensificado para uma depressão tropical, com o NHC, nomeando-o como Onze-E. Três horas mais tarde, intensificou-se numa tempestade tropical, com o NHC, a nomeá-lo Kevin. As bandas de nuvens aumentaram sobre as partes sul e oeste da circulação do sistema; também desenvolveu um centro denso nublado. No entanto, Kevin foi afetado pelo cisalhamento persistente do vento, fazendo com que seu centro se situasse ao norte de seu centro denso nublado e a maior parte da sua convecção fosse deslocada para o sudoeste. Kevin continuou a ser afetado pelo cisalhamento do vento enquanto se movia para noroeste. A convecção do Kevin começou a degradar-se no dia seguinte. Em 12 de Agosto, 09:00 UTC, o status de Kevin foi rebaixado para uma depressão tropical, uma vez que suas as áreas de convecção remanescentes dissiparam-se, produzindo apenas algumas pequenas rajadas de convecção. Além disso, o seu centro de baixo nível tinha sido deslocado 100 nmi (190 km; 120 mi) do centro real. À medida que avançava para águas mais frias, degenerou ainda mais para uma baixa remanescente às 15:00 UTC à medida que a a sua convecção se tornava demasiado fraca e demasiado distante do centro para ser considerada um ciclone tropical.

### Furacão Linda
Em 6 de agosto, uma área de distúrbios meteorológicos formou-se a algumas centenas de quilômetros do Golfo de Tehuantepec. Mais tarde, a perturbação se organizou e tornou-se uma área de baixa pressão no dia seguinte, uma vez que estava localizada a algumas centenas de quilômetros ao sul da costa da Guatemala. Em 9 de agosto, a área de baixa pressão tornou-se mais definida, com imagens de satélite mostrando a organização do sistema. O sistema ainda estava se organizando no dia seguinte, com uma passagem de imagem de satélite às 03:30 UTC mostrando que o sistema estava produzindo ventos de 25-30 kn (30-35 mph; 45-55 km/h). Estes dados solicitaram o NHC para atualizar o sistema para uma depressão tropical, às 09:00 UTC, designando-a como Doze-E. Doze horas mais tarde, ele se intensificou em uma tempestade tropical, com a agência de atribuição de nomes nomeado-o Linda. Como a imagem de satélite revelava que o sistema estava produzindo força dos ventos de perto de seu centro. Além disso, desenvolveu uma circulação de baixo nível bem definida; mas foi parcialmente exposto devido à presença de cisalhamento de vento moderado a alto. No entanto, Linda continuou a fortalecer, desenvolvendo um olho de nível médio. Embora o olho se dissipou rapidamente devido ao ar seco, Linda continuou a se fortalecer, e em 12 de agosto às 15:00 UTC, Linda intensificou-se para um furacão de categoria 1. Desenvolveu uma característica parecida com os olhos mais uma vez, embora tenha sido obscurecida pelo desenvolvimento de novas explosões de convecção perto do centro. No dia seguinte, às 15:00 UTC, Linda se intensificou para um furacão de categoria 2 à medida que sua estrutura convectiva continuava a melhorar. Um olho era visível a partir de imagens de satélite GOES-15 e GOES-17, embora fosse obscurecido pelas nuvens associadas com a convecção da parede do olho. A Linda fortaleceu-se para um furacão de categoria 3 seis horas depois, à medida que o olho ficava mais bem definido. Linda mais tarde inesperadamente intensificou-se para um furacão de categoria 4 às 15:00 UTC de 14 de agosto, uma vez que manteve um olho largo de 15 nmi (17 mi; 28 km) e um padrão de nuvens de convecção simétrico. Linda no dia seguinte depois começou a enfraquecer devido à reposição da parede do olho e desenvolveu características anulares.
Doze horas depois, enfraqueceu-se para um furacão de categoria 3, à medida que o seu olho ficou obscurecido significativamente. Em 15 de agosto, às 21:00 UTC, Linda enfraqueceu-se ainda mais para um furacão de categoria 2, no entanto, tornou-se um furacão anular, uma vez que desenvolveu uma aparência de donuts nas imagens de satélite e desenvolveu um olho bastante grande. Linda conseguiu a sua intensidade, como um furacão de Categoria 2 por três dias, até às 09:00 UTC de 16 de agosto, quando foi rebaixado para um furacão de Categoria 1, como a sua parede do olho começou a degradar e a sua convecção tinha diminuído significativamente. Também foi notado que Linda começou a perder as suas características anulares de furacão. No entanto, ele se intensificou para um furacão de categoria 2 às 03:00 UTC de 18 de agosto, quando a sua parede do olho se fortaleceu novamente. Linda novamente enfraqueceu para um furacão de categoria 1 às 15:00 UTC, no dia seguinte, à medida que sua estrutura de convecção começou a decair, o olho foi deslocado para o nordeste, possivelmente devido à presença de um cisalhamento de vento moderadamente ocidental e ar seco. Em 20 de agosto, segundo a NOAA, Linda foi rebaixado para uma baixa pressão comum em alto-mar.

### Tempestade Tropical Marty
Em 21 de agosto, os remanescentes do furacão Grace entraram no Pacífico Leste como uma grande área desorganizada de tempestades. No dia seguinte, imagens de satélite indicaram que o sistema mostrava sinais de organização. Às 10:00 UTC de 23 de agosto, os remanescentes de Grace foram atualizados para uma tempestade tropical devido à passagem de um scatterômetro mostrando que a circulação da área de baixa pressão havia se tornado bem definida e produzido ventos de força de tempestade tropical, com o NHC atribuindo-lhe o nome Marty. Às 15:00 UTC de 24 de agosto, Marty foi rebaixado para uma depressão tropical. Como não poderia produzir nenhuma convecção significativa. Marty foi rebaixado para uma área baixa remanescente às 21:00 UTC, uma vez que foi incapaz de produzir qualquer convecção por mais de doze horas.

### Furacão Nora
Em 19 de agosto, uma área de distúrbios meteorológicos formou-se ao largo da Costa do Sul do México, que estava produzindo tempestades desorganizadas. Um dia mais tarde, o sistema tornou-se mais bem definido e foram também registados sinais de organização de chuveiros e trovoadas. Em 25 de agosto, às 11:00 UTC, o sistema desenvolveu uma circulação bem definida como uma passagem de scatterômetro mostrou que estava produzindo ventos de força próxima à tempestade tropical. Assim, o NHC designou o sistema como a depressão Tropical Quatorze-E. Um dia depois, às 17:00 UTC, quatorze-E se intensificou para uma tempestade tropical, com o NHC nomeando-o como Nora, uma vez que sua convecção profunda havia se organizado significativamente juntamente com a curvatura melhorada de suas bandas. Em 28 de agosto, às 11:00 UTC, Nora intensificou-se para um furacão de categoria 1, uma vez que a sua estrutura interna do núcleo se tornou mais definida com a formação de uma parede do olho de baixo nível.

### Furacão Olaf
Em 2 de setembro às 00:00 UTC, o NHC começou a monitorar uma área de baixa pressão da costa sudoeste do México. O distúrbio então mudou-se para noroeste e adquiriu circulação de baixo nível e, posteriormente, evoluiu para uma depressão tropical às 00:00 UTC de 8 de setembro. Às 15:00 UTC do mesmo dia, a tempestade aumentou o status para tempestade tropical e recebeu o nome de Olaf.

### Furacão Pamela
Às 6:00 UTC de 7 de outubro, o NHC começou a monitorar uma onda tropical centrada no sudoeste do Mar do Caribe para o desenvolvimento potencial no Pacífico Oriental. A onda cruzou a Nicarágua e a Costa Rica, emergindo no Pacífico no dia seguinte. Tomando uma trilha para oeste, uma ampla área de baixa pressão se desenvolveu a partir da onda por volta das 00:00 UTC de 9 de outubro. O sistema permaneceu desorganizado até que se consolidou rapidamente no início de 10 de outubro, tornando-se a depressão tropical 16-E às 9:00 UTC, o primeiro ciclone tropical ativo na bacia em quase um mês. O sistema ganhou força e se transformou numa tempestade tropical, batizada Pamela. Baixo cisalhamento vertical do vento, águas quentes e um ambiente úmido permitiram que Pamela começasse a se intensificar rapidamente no dia seguinte.

### Furacão Rick
Em 19 de outubro, um distúrbio se formou ao sul da América Central que estava produzindo nuvens de tempestade mal organizadas e deu uma chance média de formação nos próximos cinco dias.   Em 22 de outubro, o NHC passou a ter alta chance de formação nos próximos dois dias, como atividade convectiva associada ao perturbação tornou-se melhor organizado.   Às 15:00 UTC do mesmo dia, o NHC a atualizou para uma depressão tropical e a designou como  17-E , visto que a organização convectiva havia aumentado constantemente nas últimas 24 horas, mas ainda faltava um centro de circulação de baixo nível.  Seis horas depois, o NHC a atualizou para uma tempestade tropical e a chamou de  Rick . Imagens de satélite mostraram que havia formado uma banda curva de convecção profunda.  Rick rapidamente se intensificou em um furacão de categoria 1 às 15:00 UTC do dia seguinte, pois sua estrutura convectiva havia se organizado rapidamente com uma circulação de baixo nível bem definida.  A tormenta chegou a categoria 1 segundo a NOAA em 24 de outubro e na madrugada do dia 25, alcançou a categoria 2 antes de tocar o solo mexicano.

### Tempestade Tropical Terry
Por volta das 18:00 UTC de 1º de novembro, um sistema de baixa pressão se formou no sudoeste do Mar do Caribe, ao norte de Panamá. A onda cruzou a Costa Rica e emergiu no Pacífico oriental em 3 de novembro. A convecção se organizou rapidamente à medida que o sistema gradualmente se tornava mais bem definido naquele dia, e a perturbação evoluiu para a depressão tropical 18-E às 15:00 UTC de 4 de novembro. No entanto, o ar seco (parte do qual veio de um evento de vento atípico no Golfo de Tehuantepec) arrastou-se para a tempestade, mantendo-a fraca e desorganizada. O sistema permanece desorganizado enquanto se move para o oeste pelos próximos dias, antes de se organizar na tempestade tropical Terry às 21:00; UTC de 7 de novembro.

### Tempestade Tropical Sandra
Às 19:00 UTC de 1º de novembro, o NHC começou a monitorar uma área que deveria se desenvolver em uma área de baixa pressão vários quilômetros ao sul da costa sudoeste do México. O sistema se organizou ainda mais por 01:00 UTC em 3 de novembro, e o desenvolvimento posterior levou o NHC a começar a emitir avisos sobre a depressão tropical 19-E às 15:00 UTC em 7 de novembro. Às 18:00 UTC do dia 7 de novembro, a depressão foi atualizada para uma tempestade tropical com base nos dados do dispersômetro, apesar da aparência degradante da tempestade, e o NHC atribuiu à tempestade o nome de Sandra.

## Nomes das tempestades
Os nomes a seguir serão usados para as tempestades nomeadas que se formaram no nordeste do Oceano Pacífico durante 2021. Os nomes retirados, se houver, serão anunciados pela Organização Meteorológica Mundial durante as 44ª Sessões conjuntas do Comitê de Furacões RA IV na primavera de 2022. Os nomes não retirados desta lista serão usados novamente na temporada de 2027.  Essa é a mesma lista usada na temporada 2015, com exceção do nome Pamela, que substituiu Patricia .
| - Andres - Blanca - Carlos - Dolores - Enrique - Felicia - Guillermo - Hilda | - Ignacio - Jimena - Kevin - Linda - Marty - Nora - Olaf - Pamela | - Rick - Sandra - Terry - Vivian (sem usar) - Waldo (sem usar) - Xina (sem usar) - York (sem usar) - Zelda (sem usar) |

Em 17 de março de 2021, depois da temporada de furacões no Atlântico de 2020 ter utilizado o alfabeto grego para nomear tempestades,  a OMM decidiu encerrar o método antigo e passou a utilizar uma lista auxiliar. A alegação da entidade era que o uso do alfabeto grego se tornou muito confuso. Portanto, a partir desta temporada, se todos os 24 nomes acima forem usados, as tempestades subsequentes receberão nomes de uma nova lista suplementar.  A lista auxiliar será usada, se necessário, em todas as temporadas.
Para tempestades que se formam na área de responsabilidade do Centro de Furacões do Pacífico Central, abrangendo a área entre 140 graus oeste e a Linha Internacional de Data, todos os nomes são usados em uma série de quatro listas rotativas. Os próximos quatro nomes que serão usados em 2021 são mostrados abaixo.
| - Hone (sem usar) | - Iona (sem usar) | - Keli (sem usar) | - Lala (sem usar) |  |

## Estatísticas de temporada
Esta é uma tabela de todas os sistemas que se formaram na temporada de 2020. Inclui a sua duração, nomes, áreas afectada(s), indicados entre parêntese, danos e mortes totais. As mortes entre parênteses são adicionais e indiretas, mas ainda estavam relacionadas com essa tempestade. Os danos e as mortes incluem totais enquanto a tempestade era extratropical, uma onda ou um baixa, e todas as cifras do dano estão em USD 2021.

| Escala de Furacões de Saffir-Simpson |    |    |   |   |   |   |   |
| DT                                   | TS | TT | 1 | 2 | 3 | 4 | 5 |

| Andres                | 9 de maio – 11                 | Tempestade tropical | 65 (40)   | 1005 | Sudoeste do México                                | Menor        | Nenhum | [ 185 ]         |
| Blanca                | 30 de maio – 4 de junho        | Tempestade tropical | 95 (60)   | 998  | Nenhum                                            | Nenhum       | Nenhum |                 |
| Carlos                | 12 de junho – 16               | Tempestade tropical | 85 (50)   | 1000 | Nenhum                                            | Nenhum       | Nenhum |                 |
| Dolores               | 18 de junho – 20               | Tempestade tropical | 110 (70)  | 990  | Sudoeste do México, México Ocidental              | Desconhecido | 3      | [ 186 ] [ 187 ] |
| Enrique               | 25 de junho – 30               | Furacão categoria 1 | 150 (90)  | 975  | Sudoeste do México, Península da Baixa Califórnia | $50 milhões  | 2      |                 |
| Felicia               | 14 de julho – Presente         | Furacão categoria 4 | 230 (145) | 947  | Nenhum                                            | Nenhum       | Nenhum |                 |
| Guillermo             | 17 de julho – 20               | Tempestade tropical | 95 (60)   | 999  | Nenhum                                            | Nenhum       | Nenhum |                 |
| Hilda                 | 30 de julho – agosto 6         | Furacão categoria 1 | 140 (85)  | 985  | Nenhum                                            | Nenhum       | Nenhum |                 |
| Jimena                | 30 de julho – agosto 7         | Tempestade tropical | 65 (40)   | 1005 | Nenhum                                            | Nenhum       | Nenhum |                 |
| Ignacio               | 1 de agosto – 4                | Tempestade tropical | 65 (40)   | 1004 | Ilha Clarion                                      | Nenhum       | Nenhum |                 |
| Kevin                 | 7 de agosto – 12               | Tempestade tropical | 95 (60)   | 999  | Ilha Revillagigedo                                | Nenhum       | Nenhum |                 |
| Linda                 | 10 de agosto – 20              | Furacão categoria 4 | 215 (130) | 950  | Ilha Revillagigedo, Havai                         | Menor        | Nenhum |                 |
| Marty                 | 23 de agosto – 24              | Tempestade tropical | 75 (45)   | 1000 | Nenhum                                            | Nenhum       | Nenhum |                 |
| Nora                  | 25 de agosto – 30              | Furacão categoria 1 | 140 (85)  | 977  | México Ocidental                                  | $100 milhões | 3      | [ 188 ] [ 189 ] |
| Olaf                  | 7 de setembro – 11             | Furacão categoria 2 | 155 (100) | 974  | Baja California Peninsula                         | $10 milhões  | 1      | [ 190 ]         |
| Pamela                | 10 de outubro – 14             | Furacão categoria 1 | 120 (80)  | 985  | México                                            | nenhum       | 7(2)   |                 |
| Rick                  | 22 de outubro – 26             | Furacão categoria 2 | 165 (105) | 977  | México                                            | nenhum       | nenhum |                 |
| Terry                 | 4 de novembro – 10             | Tempestade tropical | 70 (50)   | 1004 | Nenhum                                            | nenhum       | nenhum |                 |
| Sandra                | 7 de novembro – 9              | Tempestade tropical | 65 (40)   | 1006 | Nenhum                                            | nenhum       | nenhum |                 |
| Agregado da temporada |                                |                     |           |      |                                                   |              |        |                 |
| 19 sistemas           | 9 de maio – Temporada em curso |                     | 230 (145) | 947  |                                                   | $210 milhões | 16     |                 |